# 이승일 (금융인)
이승일(李勝一, 1945년 ~ )은 한국은행 부총재를 역임한 대한민국의 금융인이다. 충청남도 예산군 출신이며 본관은 신평이다.

## 학력
- 1963년 용산고등학교 졸업
- 1971년 연세대학교 상학과 학사 학위 취득
- 1987년 미국 하버드 대학교 대학원 행정학과 석사 학위 취득

## 경력
- 1971년 한국은행 입사
- 1987년 한국은행 기획부 부부장
- 1990년 한국은행 인사부 부부장
- 1994년 한국은행 홍보부 공보실장
- 1995년 한국은행 비서실장
- 1998년 한국은행 인사부장
- 2000년 ~ 2003년 한국은행 부총재보
- 2003년 5월 ~ 2006년 4월 서울외국환중개 대표이사 사장
- 2006년 4월 ~ 2009년 4월 한국은행 부총재